# Каримова, Махфират Калоновна
Махфират Калоновна Каримова (18 сентября 1923, Худжанд — 10 марта 2012, Душанбе) — таджикский и советский педагог, государственный и политический деятель. Заместитель Председателя Совета Министров Таджикской ССР (1961—1974).

## Биография
Махфират Каримова родилась 18 сентября 1923 года в городе Худжанде. Её отец умер до её рождения. Мать воспитывала её одна с сестрой. После окончания школы № 5, в 1936 году, Махфират Каримова поступила в Женское педагогическое училище и успешно окончила его в 1939 году. В 1939—1941 годах училась в двухгодичном педагогическом университете в Худжанде, затем в 1950 году окончила Сталинабадский педагогический институт.

### Семья
После завершения Великой Отечественной войны связала свою судьбу с Турсун Рахимовым, участником Великой Отечественной войны с которым они вместе выросли, так как жили по соседству, и полюбили друг друга. Он только вернулся с войны, получив ранение.
У Махфират Каримовой трое детей. Все ее трое детей получили высшее образование: Тоджинисо — кандидат медицинских наук, известный врач в Согдийской области, Каримджон был кандидатом экономических наук, Рустамджон — востоковедом.
Она выдержала все жизненные трудности, особенно в последние годы жизни, когда потеряла мужа и сыновей.

## Трудовая деятельность
Махфират Каримова начала свою трудовую деятельность учителем в 1941 году в семилетней школе № 5 имени Калинина в Худжанде. В июле 1948 года приказом министра просвещения он был назначен на должность директора средней школы № 10 имени Садриддина Айни, одновременно работала  директором женской школы-интерната № 10 и директором Женского училища города  Сталинабад. В 1953 году Махфират Каримова была выдвинута на должность директора отдела народного образования города Сталинабад, а в 1956 году назначена первым заместителем министра просвещения Таджикской ССР.
В 1961 году была назначена на должность заместителя Председателя Совета Министров Таджикистана, она стала первой женщиной в республике, занявшей столь высокий пост и проработала на этом посту 13 лет. С 29 апреля 1974 года по 22 января 1986 года — работала председателем Общества дружбы и культурной связи Таджикской ССР с зарубежными странами.
С 1942 по 1960 год Махфират Каримова несколько раз избиралась депутатом Худжандского горсовета, депутатом Октябрьского райсовета, депутатом Душанбинского горсовета, с 1961 по 1986 год депутатом Верховного Совета Таджикской ССР. В 1975—1986 годах два срока была председателем постоянной комиссии Верховного Совета Республики по труду, образу жизни и охране материнства и детства.

### Общественная деятельность
В 1958—1986 годах избиралась членом контрольной комиссии, членом ЦК Коммунистической партии Таджикской ССР. С 1950 года она была членом Комитета азиатско-африканской солидарности.
Махфират Каримова вышла на пенсию в 1986 году, но участвовала в общественных делах, особенно среди женщин и молодежи.

## Награды
Махфират Каримова награждена тремя орденами Трудового Красного Знамени, орденом Почета, медалью «За доблестный труд в годы Великой Отечественной войны 1941—1945 гг.», 5 медалями Союза, золотой медалью Фонда Мира Союза, 5 Почетных грамот Коллегии Верховного Совета Республики, звание «Отличник народного образования» и звание «Заслуженный учитель Республики».

## Умер
Махфират Каримова умерла 10 марта 2012 года.